# Бетания (Колумбия)
Бетания (исп. Betania) — город и муниципалитет на западе Колумбии, на территории департамента Антьокия. Входит в состав субрегиона Юго-западная Антьокия.

## История
Поселение, из которого позднее вырос город, было основано 29 июля 1889 года. Муниципалитет Бетания был выделен в отдельную административную единицу в 1921 году.

## Географическое положение
Город расположен в юго-западной части департамента, в гористой местности Западной Кордильеры, на расстоянии приблизительно 65 километров к юго-западу от Медельина, административного центра департамента. Абсолютная высота — 1242 метра над уровнем моря.

Муниципалитет Бетания граничит на севере с муниципалитетом Сьюдад-Боливар, на северо-востоке — с муниципалитетом Испания, на востоке и юге — с муниципалитетом Андес, на западе — с территорией департамента Чоко. Площадь муниципалитета составляет 168 км².

## Население
По данным Национального административного департамента статистики Колумбии, совокупная численность населения города и муниципалитета в 2012 году составляла 9586 человек.
Динамика численности населения муниципалитета по годам:
| 2005   | 2006   | 2007   | 2008 | 2009 | 2010 | 2011 | 2012 |
| ------ | ------ | ------ | ---- | ---- | ---- | ---- | ---- |
| 10 246 | 10 165 | 10 076 | 9978 | 9881 | 9778 | 9688 | 9586 |

Согласно данным переписи 2005 года мужчины составляли 53,4 % от населения Бетании, женщины — соответственно 46,6 %. В расовом отношении белые и метисы составляли 97,1 % от населения города; негры, мулаты и райсальцы — 2,8 %, индейцы — 0,1 %.
Уровень грамотности среди всего населения составлял 77,5 %.

## Экономика
Основу экономики Бетании составляет сельскохозяйственное производство. 80 % обрабатываемых площадей заняты посадками кофе.

52,3 % от общего числа городских и муниципальных предприятий составляют предприятия торговой сферы, 30,8 % — предприятия сферы обслуживания, 15,1 % — промышленные предприятия, 1,8 % — предприятия иных отраслей экономики.